# 千葉市地域文化財
千葉市地域文化財（ちばしちいきぶんかざい）は、千葉県千葉市の千葉市文化財保護条例第3章（第19条～第21条）に基づき、同市が登録する登録文化財。

## 概要
2007年（平成19年）4月1日、同保護条例の改正により創設された。条例第19条1項にて「教育委員会は、市指定文化財以外の文化財のうち、次のいずれかに該当し、かつ、市の区域内に存する重要なものを千葉市地域文化財(以下「市地域文化財」という。)として登録することができる。」としており、
1. 本市の一定の区域にとって歴史上、学術上、芸術上又は観賞上価値の高い文化財
2. 本市の一定の区域における生活の推移の理解のために欠くことのできない文化財
3. 前2号に規定するもののほか、市指定文化財に準じた価値を有する文化財

を登録の要件としている。2018年（平成30年）現在、登渡神社の「登戸の神楽囃子」など、10件が登録されている。
なお、同条文からみても登録文化財制度であり「指定する」ではなく「登録する」を用いるのが適当と考えられるが、市公式ページの一覧表などでは何故か「指定」が使われている。